# Deborah Rennard
Deborah Rennard (* 4. November 1959 in Los Angeles, Kalifornien), auch bekannt als Debbie Rennard, ist eine US-amerikanische Schauspielerin.

## Leben und Karriere
Rennards Eltern waren Scientologen, und sie selbst trat mit 17 Jahren in die Scientology-Kirche ein. Sie studierte Schauspiel am Beverly Hills Playhouse bei Milton Katselas, mit dem sie eine sechsjährige Beziehung hatte.
Ihre bekannteste Rolle war seit 1981 die der gutmütigen Sekretärin Sly Lovegren in der Fernsehserie Dallas an der Seite von Larry Hagman. Weitere Bekanntheit erreichte sie 1990 durch die weibliche Hauptrolle als Lady Cynthia in dem Film Leon mit Jean-Claude Van Damme und einige Jahre später durch die Weiterführung von Dallas im Spielfilm-Format wieder an der Seite von Linda Gray, Larry Hagman und Audrey Landers.
Sie ist seit 1997 mit Paul Haggis verheiratet.